# Kanlıca
Kanlıca es un barrio situado en el lado asiático del estrecho del Bósforo, en el distrito de Beykoz de Estambul, Turquía. Durante el Imperio otomano, Kanlıca era una zona exclusiva, donde personas nobles y ricas construían mansiones en la costa (llamadas yalı en turco). Actualmente, es uno de los pocos barrios costeros del lado asiático del Bósforo con muchas mansiones costeras históricas.
El arroyo Bülbül desemboca en el Bósforo en la Bahía de Kanlıca. El parque natural Mihrabat se sitúa al sur de Kanlıca, al norte del arroyo Bülbül. La Mezquita de İskender Pasha, encargada por el Cadilesker Gazi İskender Pasha y construida por Mimar Sinan entre 1559 y 1560, se sitúa al otro lado del muelle de Kanlıca. La tumba de İskender Pasha está situada dentro del patio de la mezquita. El Cementerio de Kanlıca está en la colina al este de la localidad, con vistas del Bósforo. Entre las personas notables enterradas en el cementerio están el periodista Sedat Simavi, los músicos Barış Manço y Kayahan Açar.
Del muelle de Kanlıca salen los ferries de la City Ferry Lines (en turco: Şehir Hatları), que conectan la zona con Emirgan e İstinye en el norte y Anadoluhisarı, Kandilli, Bebek, Arnavutköy y Çengelköy en el sur. El muelle de Kanlıca es el punto de partida del evento anual de natación en aguas abiertas llamado Bosphorus Intercontinental Swim, que tiene un recorrido de 6,5 kilómetros hacia el sur por el Bósforo, terminando en Kuruçeşme, en el lado europeo de la ciudad.
Kanlıca es conocida por su popular especialidad, yogur coronado con azúcar glas, ofrecido en los restaurantes y cafeterías de la zona.

## Galería de imágenes

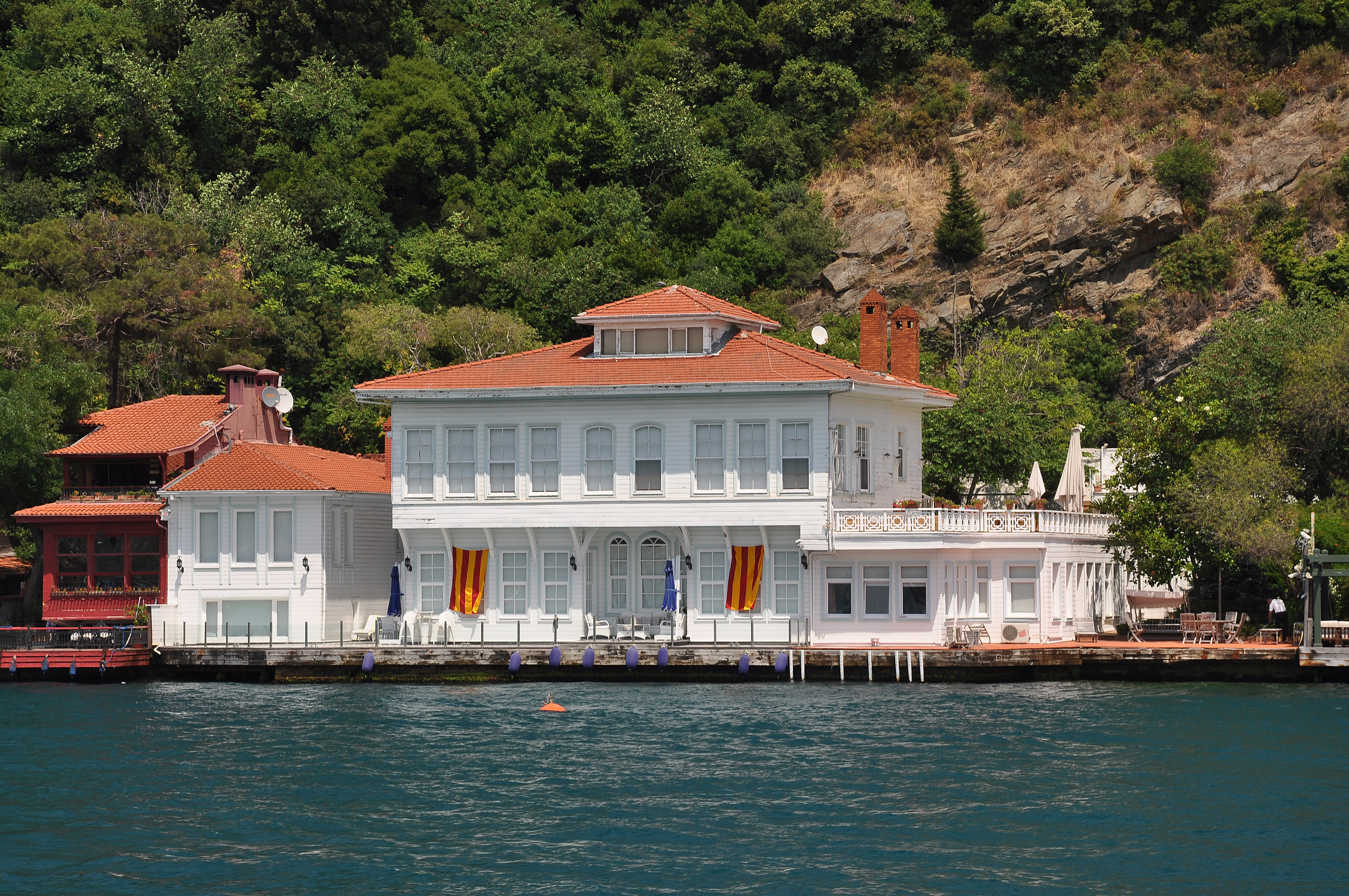
Yalı del gran visir Sadrazam Kadri Pasha.
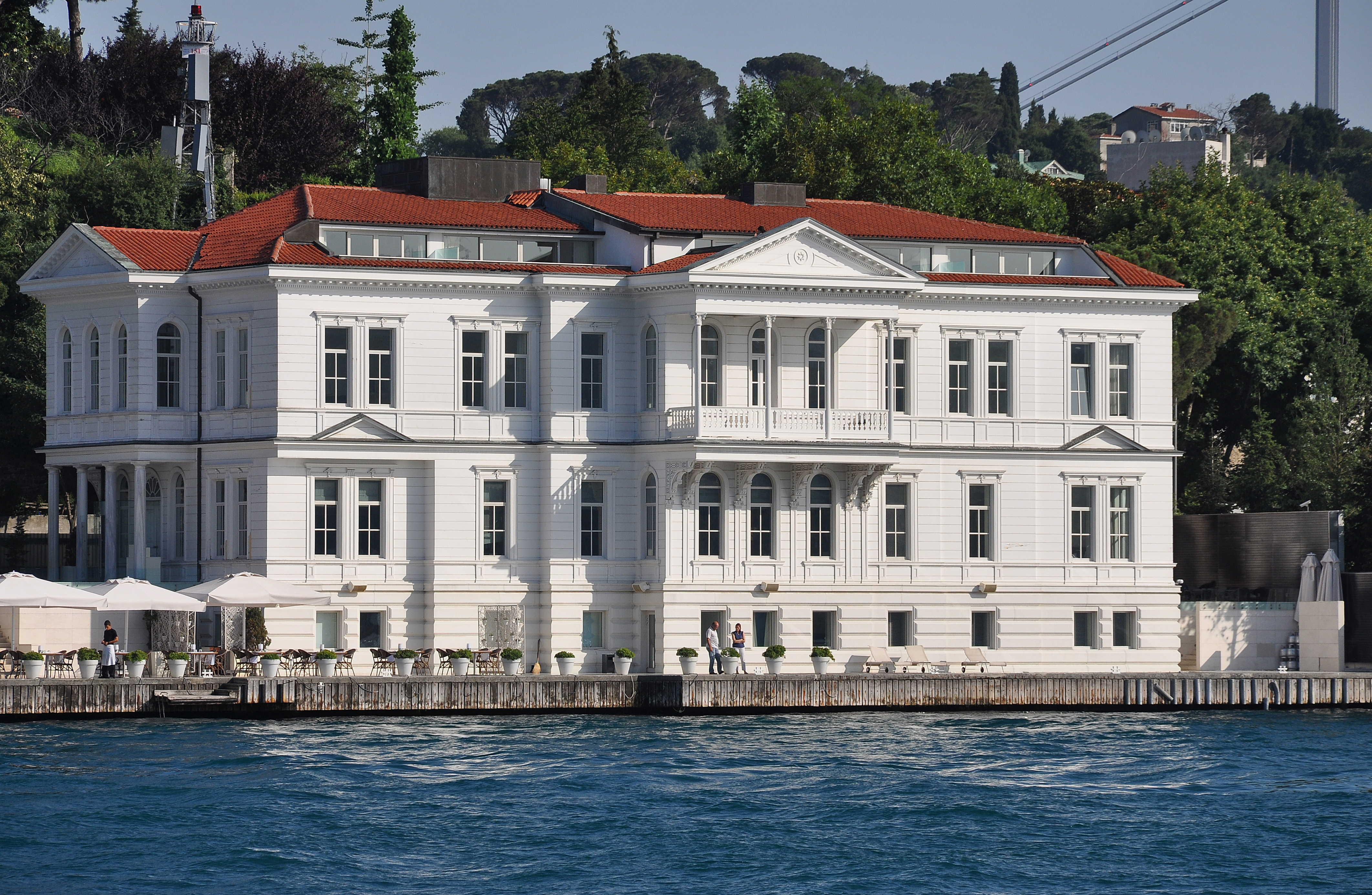
Yalı de Ahmet Rasim Pasha.
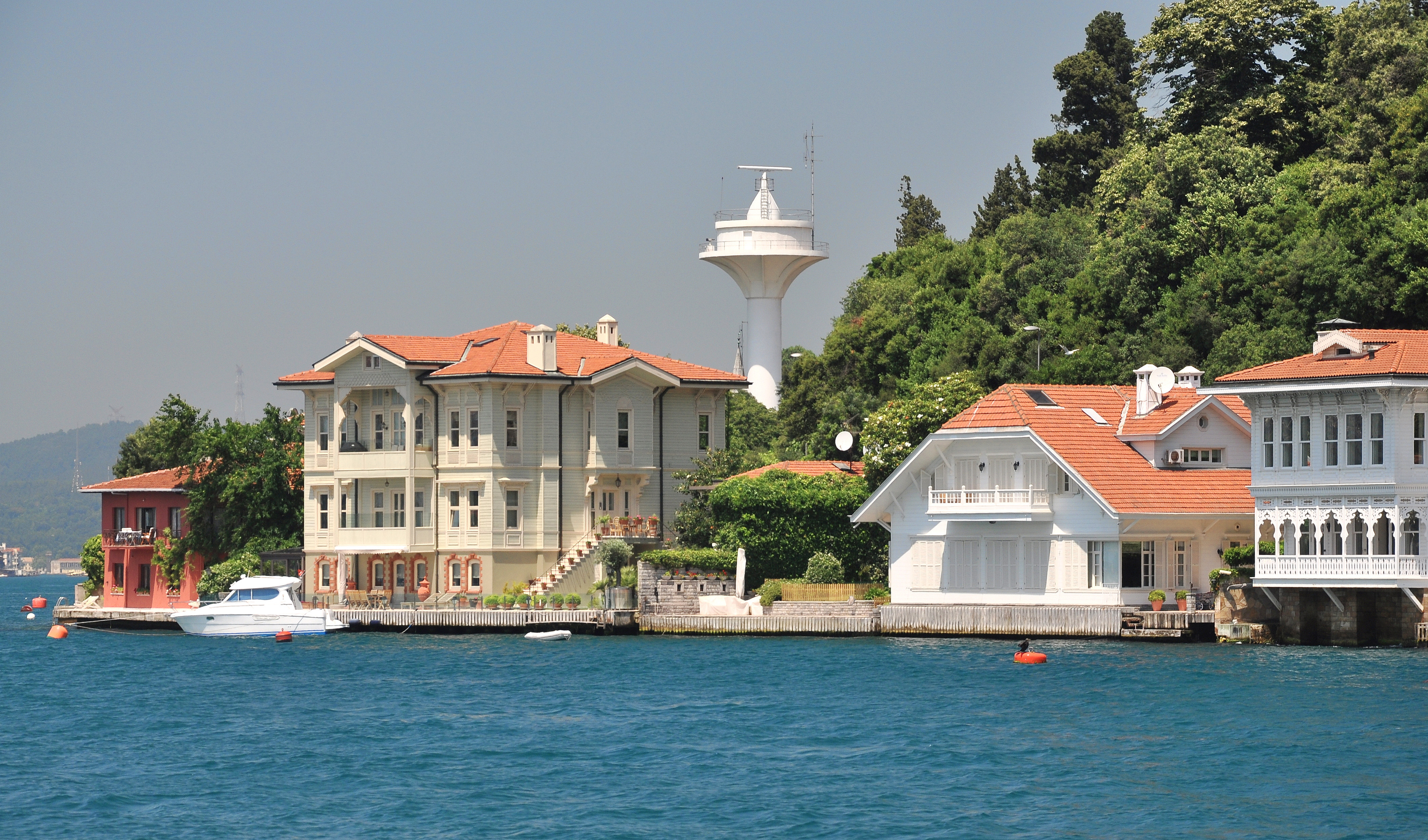
Yalıs de Hacı Ahmet Bey (izquierda), Ali Mazhar Bey (centro) y Ethem Pertev Bey (Fderecha).
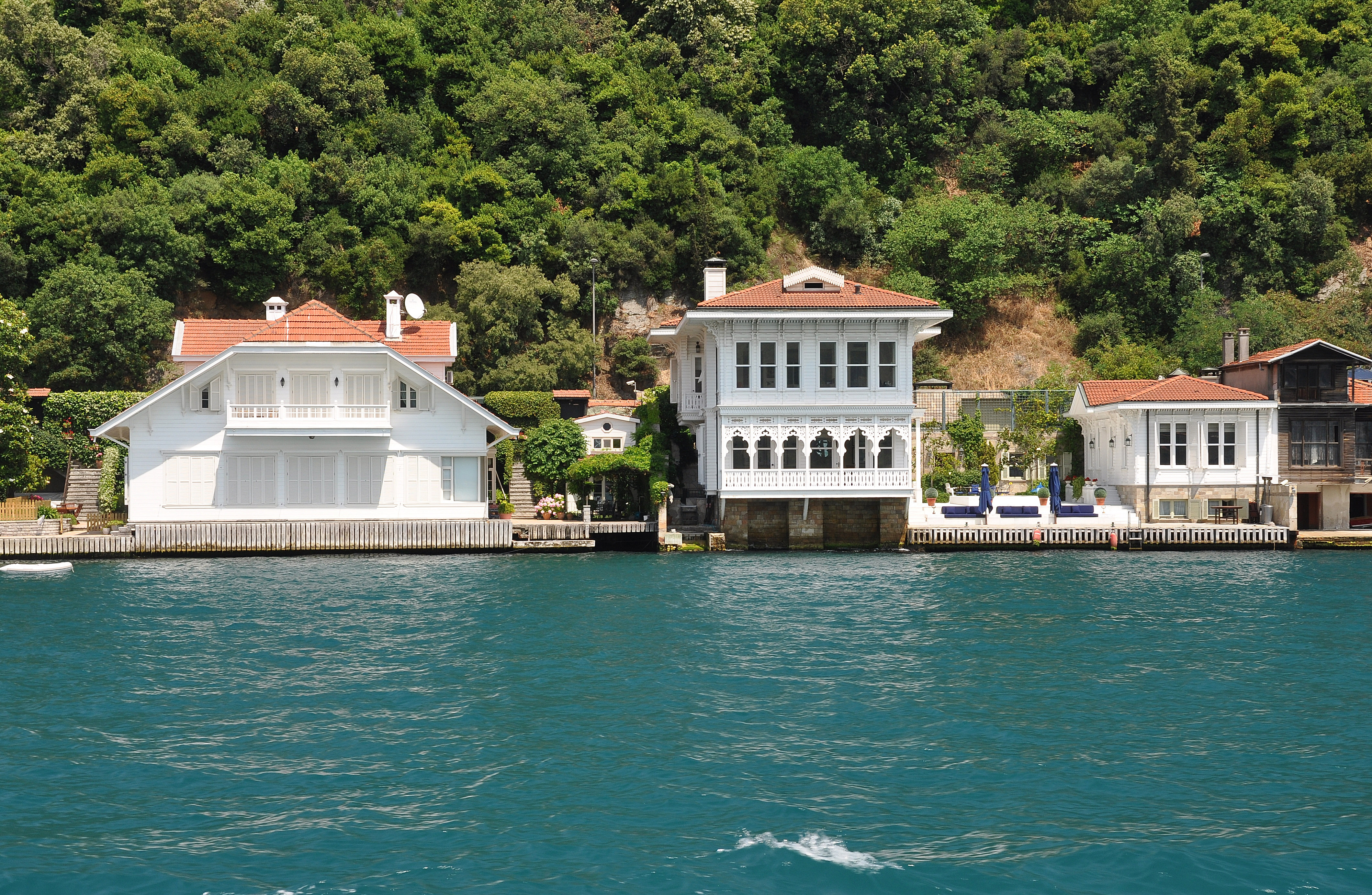
Yalıs de Ali Mazhar Bey (izquierda) y Ethem Pertev Bey (centro).
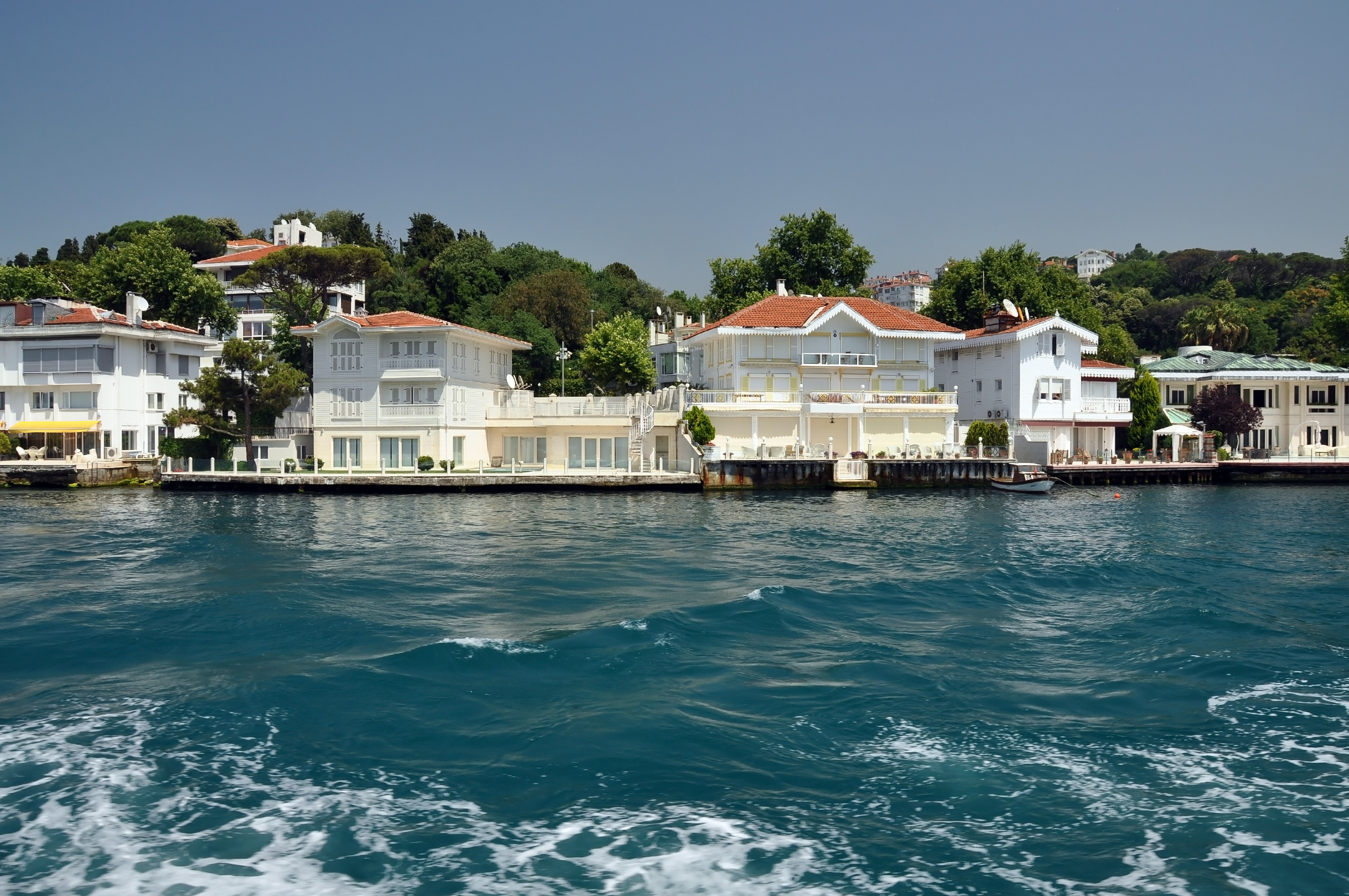
Yalı de Elbiseci Ahmet Bey.
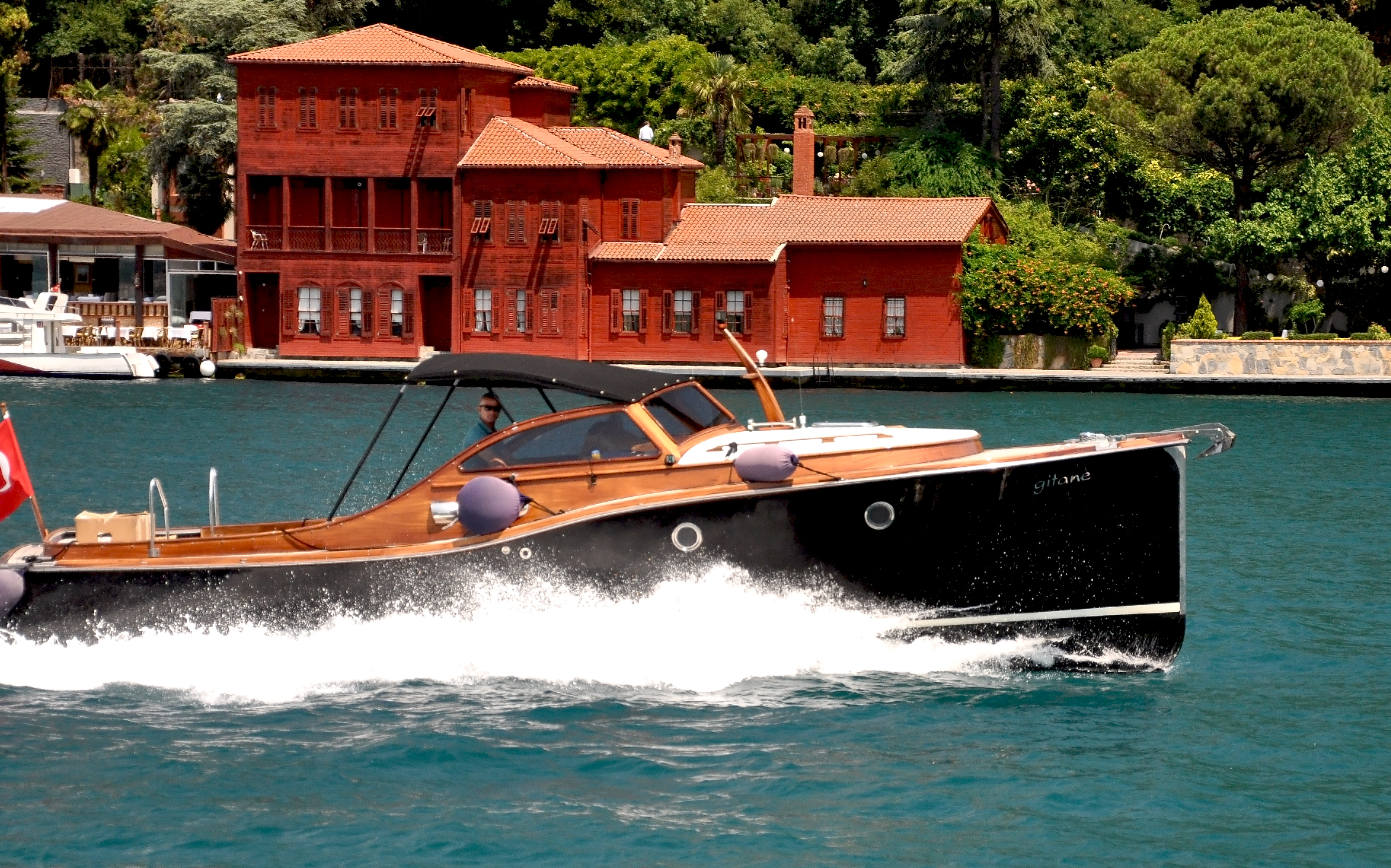
Yalı de Hekimbaşı Salih Efendi.
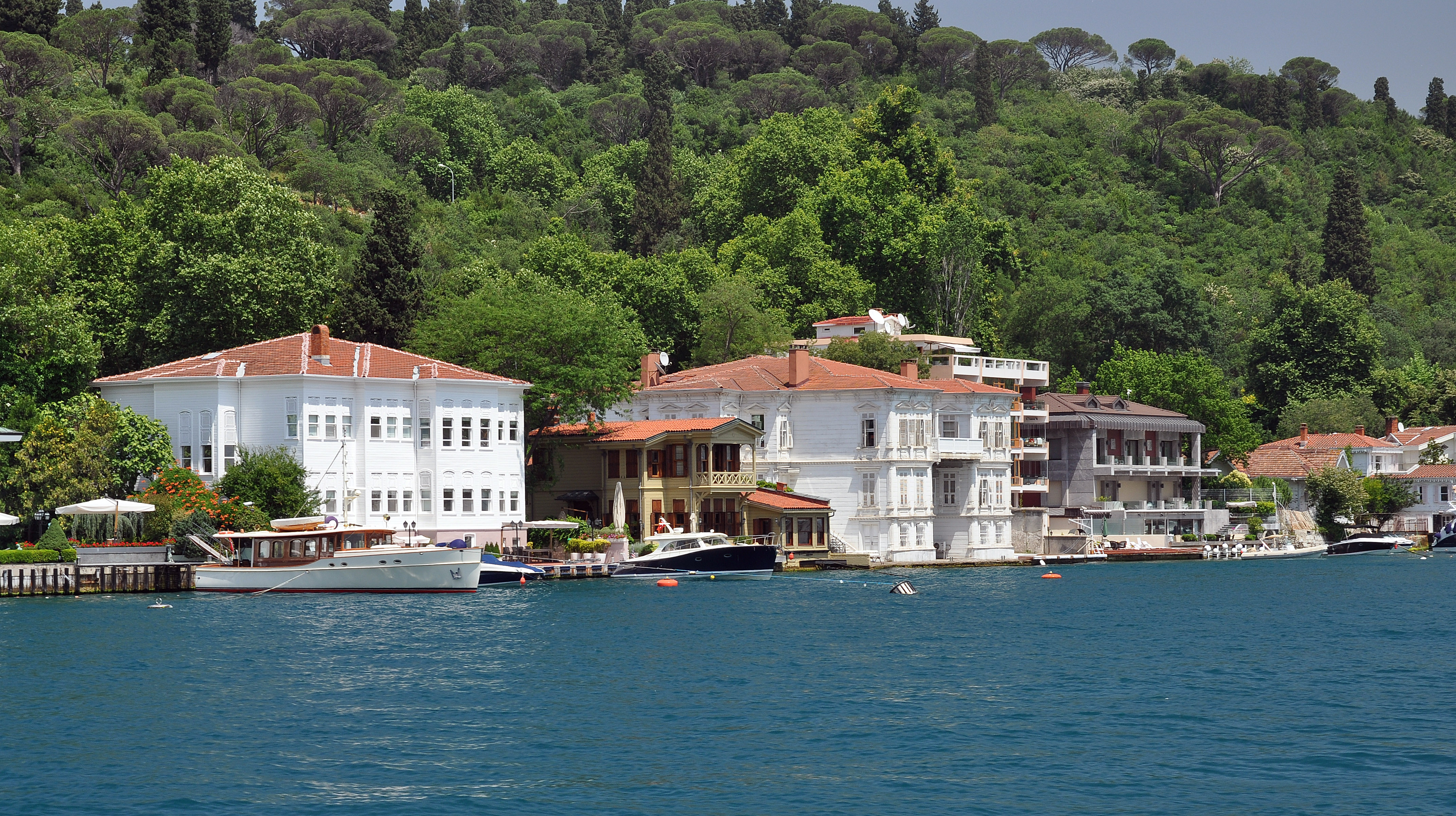
Yalıs de Yağlıkçı Hacı Reşit Bey (izquierda) y Prenses Rukiye (centro).
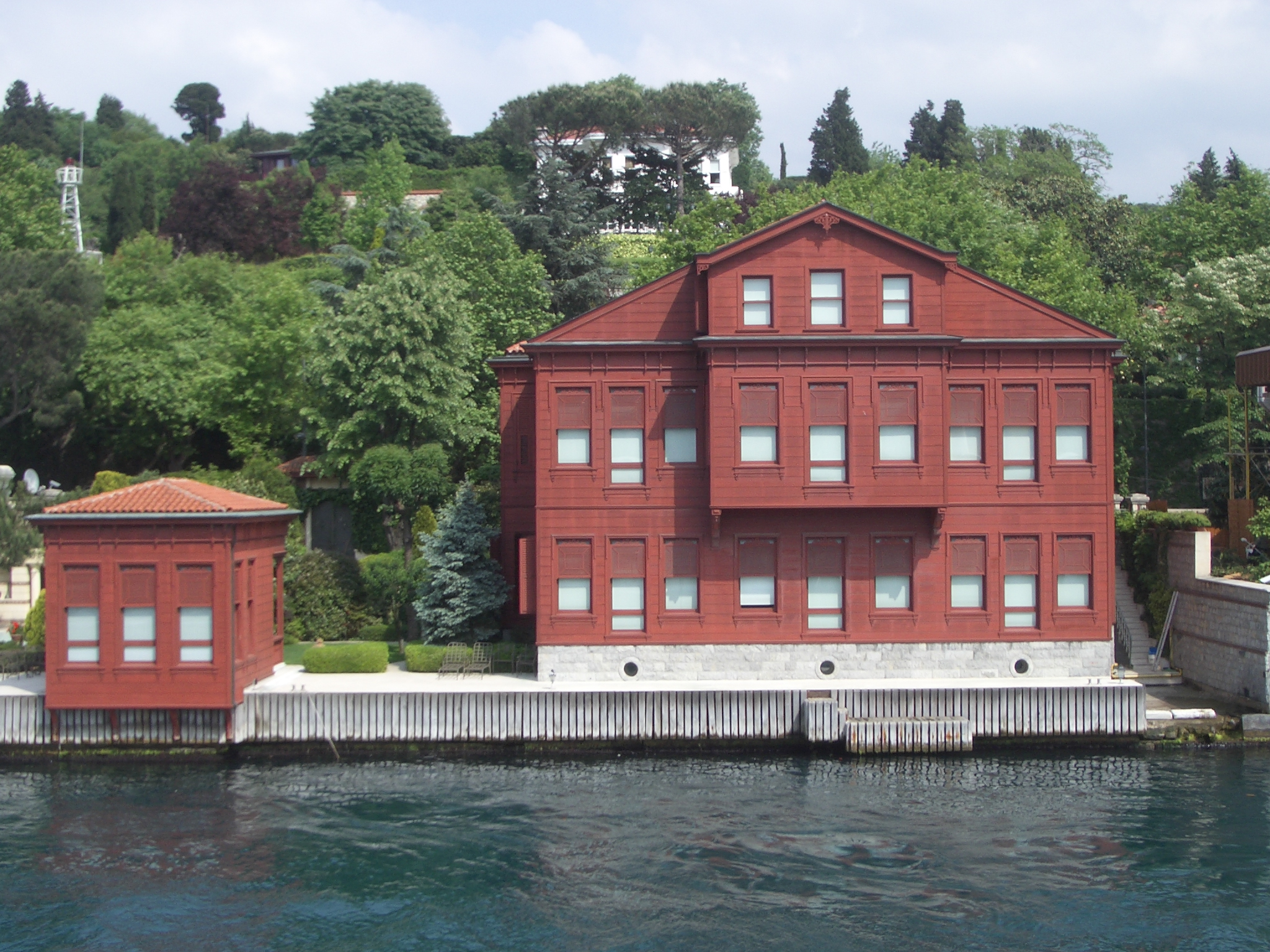
Yalı de Yedi Sekiz Hasan Pasha.
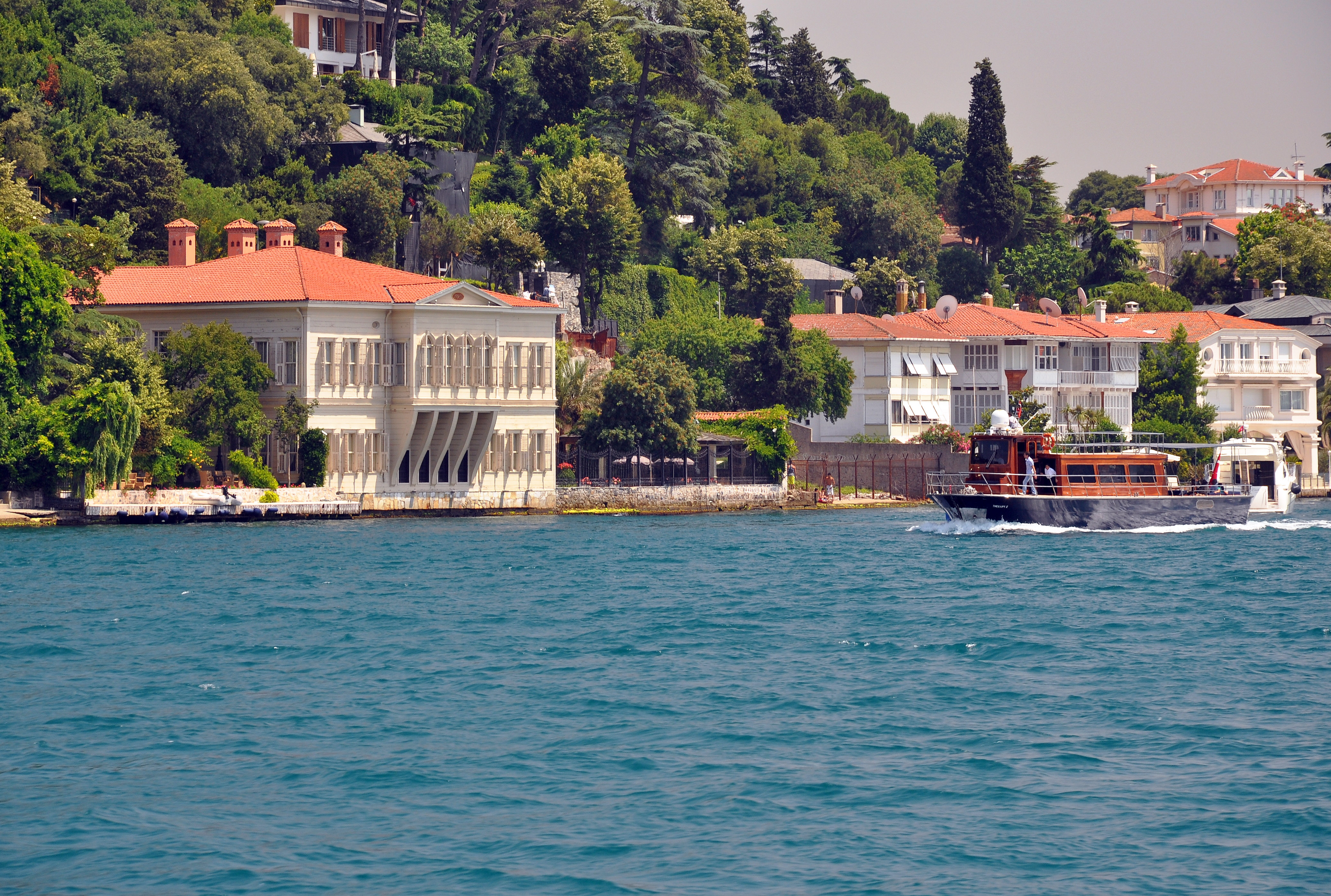
Yalı de Zarif Mustafa Pasha.
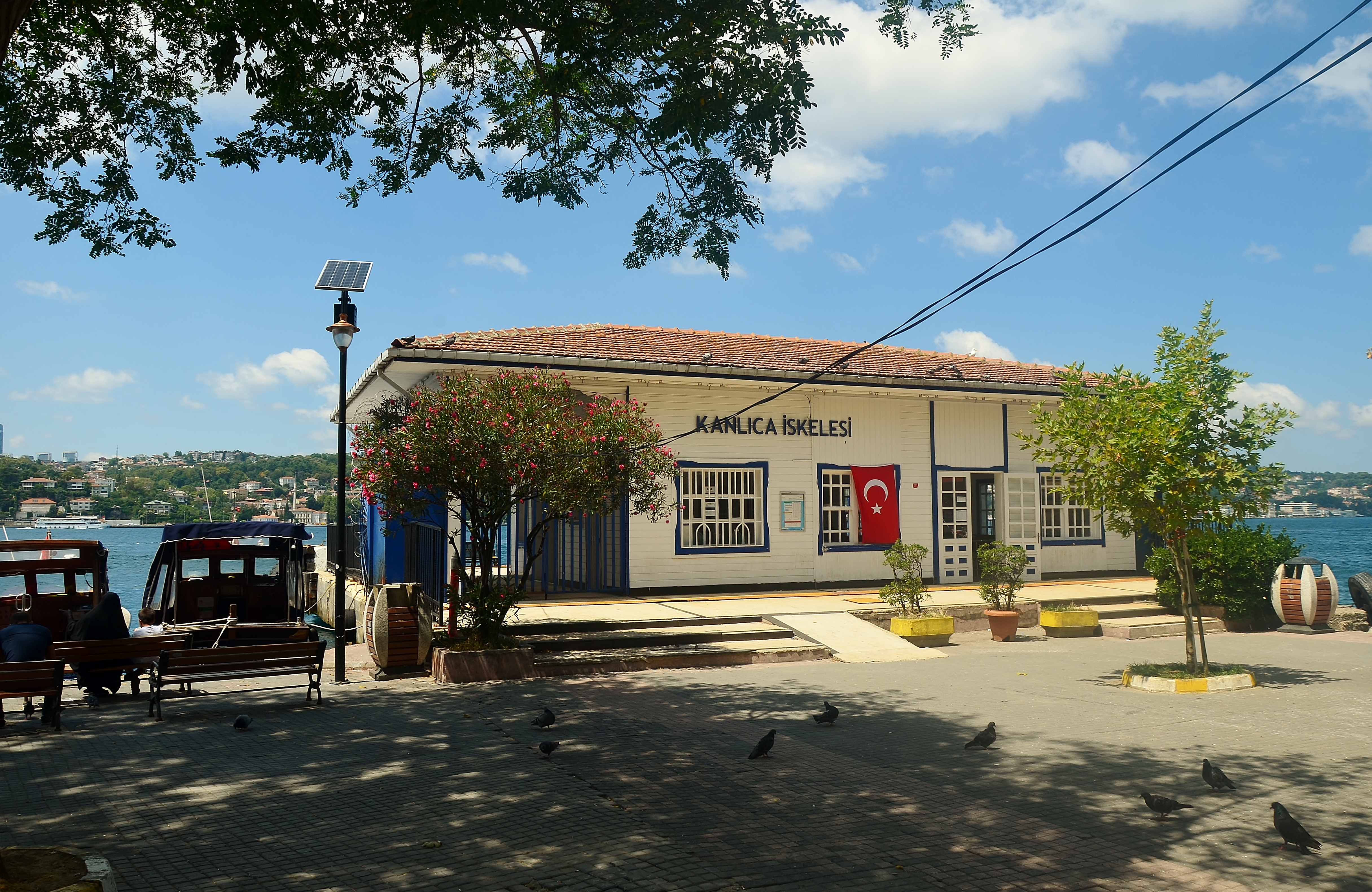
Muelle del ferry de Kanlıca.
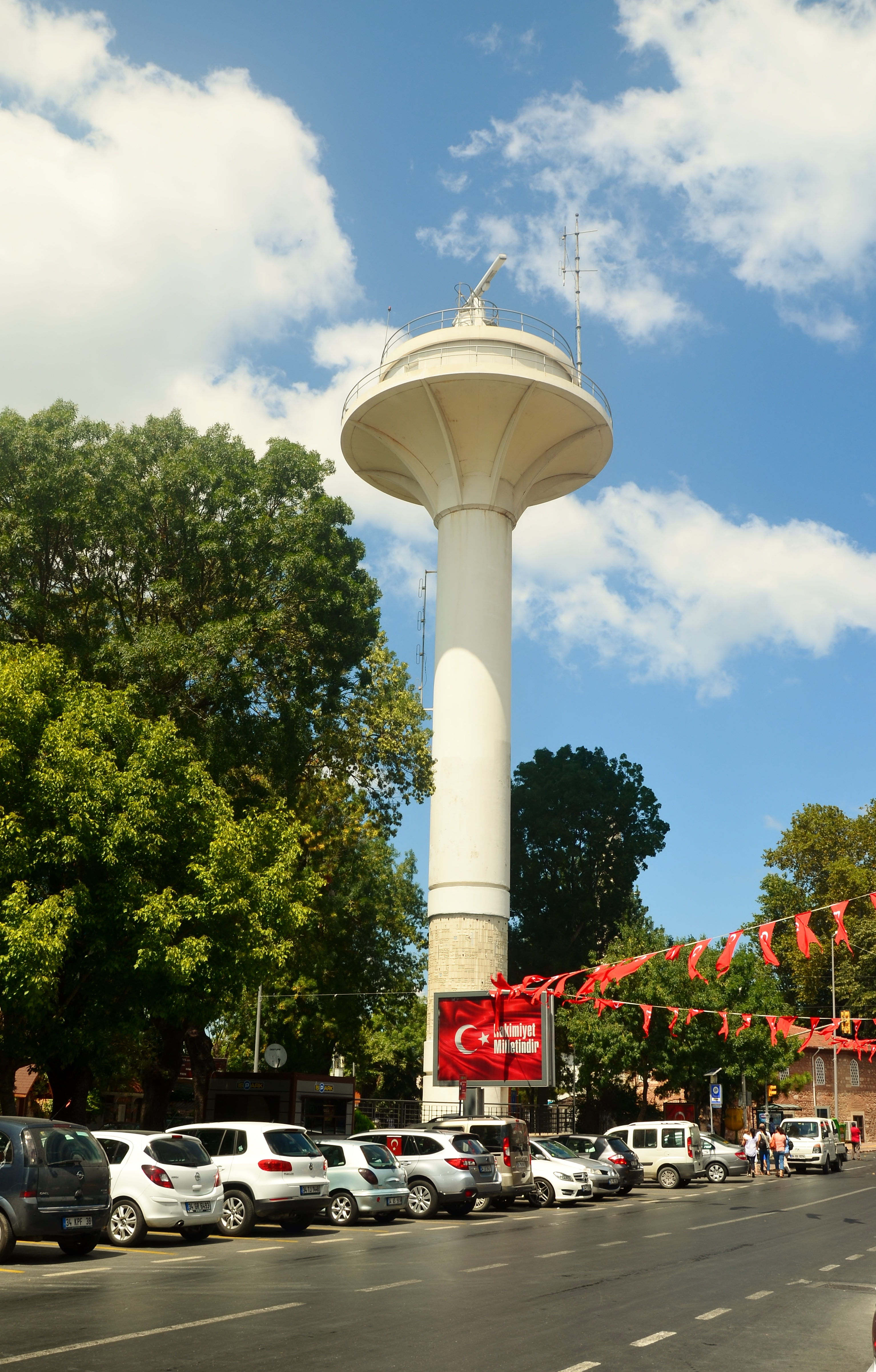
Torre de radar de Kanlıca para la navegación marina del Bósforo.
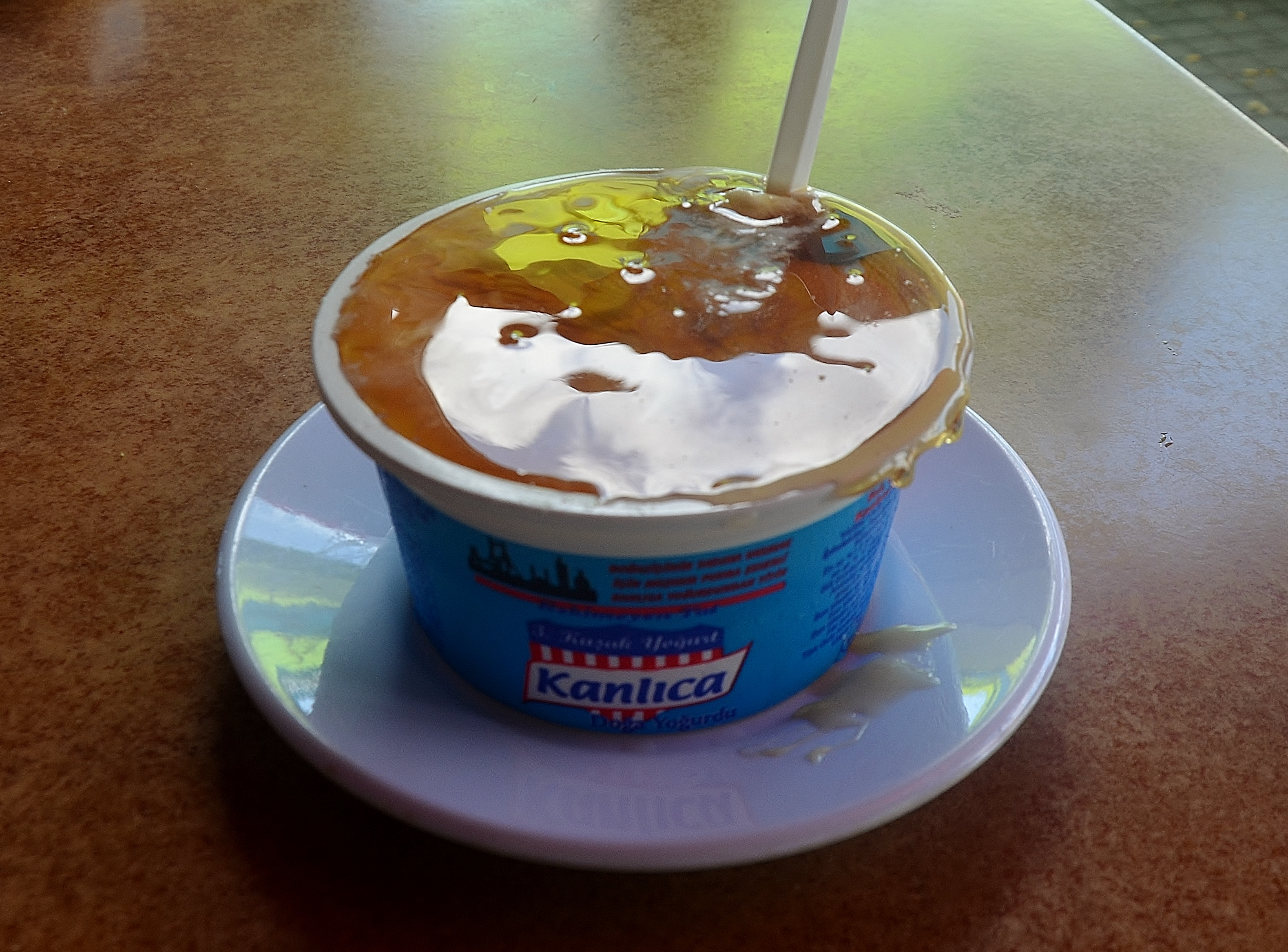
Yogur de Kanlıca con miel.